# Cunejasu Mijamoto
Cunejasu Mijamoto (japonsko 宮本 恒靖), japonski nogometaš in trener, * 7. februar 1977.
Za japonsko reprezentanco je odigral 71 uradnih tekem.